# Maspie-Lalonquère-Juillacq
Maspie-Lalonquère-Juillacq là một xã thuộc tỉnh Pyrénées-Atlantiques trong vùng Nouvelle-Aquitaine miền tây nam nước Pháp.